# Сажди
Саждите са аморфна форма на въглерода, продукт на непълно изгаряне или термично разлагане на въглеводородите в неконтролируеми условия. В големи количества се използват за приготвяне на черни пигменти в полиграфическата и бояджийската промишленост. Във Франция по времето на Карл II започнали да произвеждат вакса на основата на сажди.
Терминът „сажди“ понякога неточно се използва за друг въглероден продукт ― технически въглерод, който се произвежда в промишлени мащаби като пълнител на каучук и други пластмаси.
„Газовая сажа“ наричат в Русия черните бои (особено художествените) с пигмент „сажди“.